# El Batracio Amarillo
El Batracio Amarillo es una revista española satírica de humor de tinte político. Su nombre extenso es El Batracio Amarillo: Revista de humor serio para un país de risa. Se distribuye gratuitamente con frecuencia mensual por facultades, bares, bibliotecas y otros centros de reunión de la provincia de Granada, especialmente en su capital y en Motril, desde donde se publica.
Actualmente lleva 19 años en el mercado y sale mensualmente. También edita una revista infantil-juvenil, El Pequeño Batracio. En la actualidad Miguel A. Alejo es el director de contenidos de esta revista. 

## Características
Dada su naturaleza local, la revista centra su atención en los temas sociopolíticos de Granada y su costa, orientada a un público crítico y normalmente joven, de perfil universitario, donde tiene mayor éxito. Debe su popularidad inicial a su desparpajo y agresividad.

## Trayectoria editorial
El Batracio Amarillo fue fundada en 1994 por los entonces estudiantes de la universidad Antonio José Martín , Francisco Sánchez-Cantalejo López y Francisco Javier Martín. Inicialmente tuvo la forma de un fanzine con una tirada de 91 ejemplares que lograron una mayor difusión gracias a la fotocopia clandestina en la universidad. La financiación inicial, y gran parte de la actual, provino de la publicidad insertada por copisterías y bares cercanos a la universidad, donde se distribuía la publicación. Apadrinada por Chumy Chúmez, el Batracio cita a Hermano Lobo como publicación de referencia.
En uno de los primeros números se animaba a la participación estudiantil publicando: "si tú quieres decir que tal o cual profesor lo hace mal, di que es un chuminoso y dilo con gracia". Al terminar los fundadores sus respectivas carreras, y abandonar la universidad, el enfoque pasaría a ser más político.

### Problemas con las autoridades
Su carácter crítico con las autoridades locales ha hecho de su editor, Antonio José Martín (alias "Gato"), blanco de numerosas denuncias por injurias, por parte sobre todo del equipo de gobierno del alcalde de Motril, el socialista Luis Rubiales. Gato ha sido condenado en al menos tres ocasiones, de las más de veinte veces en que fue denunciado, llegando las condenas al año de prisión para el acusado. Lejos de concentrarse en una sola fuente, las críticas y presiones a su actividad provienen incluso del Presidente de la Junta de Personal de Correos y Telégrafos de Granada, Rafael de la Poza, que escribió una carta a los anunciantes de la publicación satírica instándoles a no continuar financiándola. El origen de la queja fue una historieta en la que se criticaba la lentitud del servicio de correos, caricaturizando a los carteros como caracoles.
También han realizado diferentes actos de protesta por la carencia de infraestructuras en la Costa Granadina: desde colocar una pancarta de 30 m² en el Tajo de Los Vados hasta un desnudo doble durante un enfrentamiento entre el Motril C.F. y el Granada Atlético. Por esta acción fueron sancionados con 3.000 € de multa por el Subdelegado del Gobierno de Granada.
La mayoría de las denuncias, sin embargo, fueron resueltas con absolución, con frecuencia aludiendo al derecho a la sátira: "la crítica a los poderes públicos puede resultar penosa para éstos, pero (...) es imprescindible en democracia", dice una de las sentencias. En El Mundo del 26 de marzo de 2000 se recordaba que la publicación había llamado «esmayaos» a los funcionarios del ayuntamiento de Motril, por las elevadas facturas de los almuerzos que hacían pagar a la institución.

### Récord Guinness
El 9 de marzo de 2002, los dibujantes de la publicación granadina entraron en el Récord Guinness por haber dibujado la tira cómica más larga de la historia. Sucedió en Madrid, donde se lograron dibujar 76,5 metros de papel continuo, superando el anterior récord en unos 20 metros. Unos meses después fue batido por un grupo de ilustradores británicos.